# Liste des maires de Caen
Cet article liste les maires de Caen.
Fonction créée en 1203, le premier titulaire est Simon d'Escures. Depuis le 16 juillet 2024, le poste est occupé par Aristide Olivier (Les Républicains), qui siège à l'Abbaye aux Hommes.

## Historique de la fonction
En 1203, Jean sans Terre affranchit la commune de Caen qui peut se doter d’un beffroi, d’une cloche, d'un sceau et d'un hôtel municipal. Ces privilèges sont reconnus par Philippe Auguste après la prise de la ville en 1204. Les habitants proposent trois noms au roi qui choisit dans cette liste le maire nommé pour trois ans. La fonction est supprimée après le siège la ville en 1346. Ce système triennal est rétabli par des lettres patentes de Charles V du 9 juillet 1364. Malgré la règle, il arrive parfois que des officiers ne tiennent leur office que pour un an. Les titulaires ont plusieurs noms pour les désigner : les bourgeois jurés, les jurés et commis au gouvernement de la ville, les conseillers-jurés au gouvernement de la ville de Caen, les conseillers et gouverneurs de la ville et enfin les échevins.
À partir du milieu du XIVe siècle, les grands baillis occupent le poste de maires, la gestion de la ville échouant à un collège de six personnes élus pour trois ans au mois de janvier. Ils sont assistés d'un conseil de 18 membres. Charles VIII accorde aux maires le droit de lever des deniers à l'octroi sur les marchandises entrantes le 14 février 1484 par l'intermédiaire d'Alain de Goyon de Matignon. La ville reconnaissante lui cède les petits près.
Une ordonnance d'Henri II restreint l'accès à la fonction d'échevin : il faut être « marchands, bourgeois et habitants de Caen, à l'exclusion des officiers qui y pouvaient entrer auparavant ». En avril 1565, Charles IX institue la juridiction des maires et échevins pour l'administration civile des affaires mais la ville en bénéficie déjà. En 1591, 400 bourgeois élisent six gouverneurs et échevins.
Sous Louis XV, le maire fut à nouveau nommé sur une liste de trois noms proposés par la ville et les Jurés furent remplacés par six officiers assistants, communément appelé les Échevins.

## Avant la Révolution
Les premiers maires et échevins furent, :
- 1199-1200 – Geoffroy de Repton[7]
- 1203 - Simon d'Escures
- 1205 - Robert Fitz Ranulphe
- 1206 - Guillaume du Cellier
- 1209 - Hubert Anzeré

- 1357 : Nicolas, Aussout, Jean de Baussieu, Robert Ysore, Robert Duval, Richard de Bray, Jean Pilet
- 1360 : Raoul de Bray, Jean le Lyonnais, Collart le Chevalier, Girard du Temple, Thomas le Marchand, Gilles Hamon
- 1363 : Raoul de Bray, Pierre le Flament, Thomas le Marchand, Raoul Robbilard, Girard du Temple, Jean le Lyonnais
- 1364 : Raoul de Moulineaux, Robert de Sarclus, Michel de la Salle, Richard Champin, Nicolas Hubert, Guillaume Danjou
- 1366 : Roger de Heris, Raoul Bertran, Raoul de la Vilette, Jehan Pilet, Jehan Desjardins, Jehan Legars
- 1383 : Simon Guesdon, Garin Auber, Raoul Bertran, Robert Vimont, Renouf Madier
- 1396 : Robert l'Évesque, Guillaume le Gras, Jean Grosparmy, Enguerrand de Sainte-Marie, Jean Batlagent, Guillaume le Landois
- 1411 : Guillaume Guiffart, Renaouf Madier, Richard de Bray, Richard Simon, Pierre Lechevallier, Pierre de la Motte
- 1428-1430 : Guillaume de Loraille, Roger le Cloutier, Étienne Millières, Jean Symon, Guillaume le Roy, Jean Duran
- 1431 : Pierre le Chevalier, Guillaume Grosparmy, Pierre clouet, Jean Coquesalle (anglais), Richard Codnove (anglais), Guillaume Hallifax (anglais)
- 1434 : Guillaume le Picard, Jean Salles, Jean Massingham, Pierre le Prince, Richard l'Éspicier, Jean le Chevalier
- 1437 : Guillaume Lepicart, Guillaume Rouxel, Pierre Legrand, Jehan Simon, Jeahn Salles, Guillaume de Bernard
- 1439 : Pierre le Chevalier, Jean Durant, Guillaume Groparmy, Jehan de Semilly, Jean de la Noé
- 1490 : Pierre Bourdon, Loys de Vaussy, Pierre Le Séneschal, Pierre Legrand, Guillaume de Verson, Jehan de la Mouche[8]
- 1492 : Michel de la Bigne, Eustache Marie, Jean de Bourgueville, Jehan Richard, Hugues Bureau (sgr de Giberville), Olivier Bénard[9]
- 1494 : Pierre Bourdon, Philippe Locquet, Jean Le Grand, Michel de la Bigne, Roger Le Chevalier, Roger de la Valette[9]
- 1499 : Nicolas Fauvel, Guillaume Lecoq, Robert Le Briant, Thomas Pelotin, Jean Ruette, Pierre Vallée[9]

- 1509 : Michel Mabré
- 1518 : Jacques Bourdon, Pierre Bourdon, Pierre de Périers, Baillehache, Pierre Malherbe (sieur de Missy), Jean Foulogne ( sieur de Londel)
- 1542 : Charles le Fournier, Nicolas Moges (sieur de Buron), Guillaume de Bourgueville, Guillaume Baratte, Jean Beaulart, Tassin Bellet
- 1545 : Guillaume de la Lande, Jean le boucher, André le Sens, Guillaume Rouxel, François Roger, Pierre Duhamel
- 1548 : Guillaume de la Guette, Pierre de la Court, Philippe Morin, Guillaume Gondouin, Michel Augier, Germain Auvray
- 1551 : Guillaume Bourdon (sieur de Champgoubert), Guillaume Desobeaux, Jean Ovardel, Jean Denis (sieur de Petitville), Vincent Alain, Germain Bunel
- 1554 : Guillaume Desobeaux, Jean Denis, Adrien Goseaume, Jean de Bacilly, Jean Jourdain, Michel Ysorey
- 1560 : Pierre Bourdon (sieur de Roquereul), Robert le Hulle, Jean Brisé, Jessé de la Lande, Regnaud Cacherat, Michel de la Bigne
- 1564 : Pierre Lemassecrier, Pierre Vaultier, Pasquier Lecharpentier, Pierre Ovardel, Laurent Leporcher, Thomas Allain
- 1567 : Robert Roger (sieur de Lion), Thomas Lebrethon, Jean vaultier dit Laporte, Robert Lesmerey, Robert Lechartier, Louis Levavasseur
- 1570 : Thomas Lebrethon, Louis Levavasseur, Robert Lechartier, Guillaume Ruault, Thomas Lemaistre, Richard Graindorge
- 1592 : Henry Mabré
- 1645 : Nicolas du Moustier, Sieur de la Motte[10]

- 1655 : Jean-Louis Le Bourgeois (sieur de Torp)[11], robert Lecomte (sieur de Saint-Évroult), Jacques Ancelin (sieur de la Hogue), Jean de la Rogue, Pierre Rouxelin, Pierre Lecoq (sieur de Biéville)
- 1659-1665 : Richard de Saint-Simon (sieur de Meautis), Lecoustelier (sieur de Beaumont), André de Brieux (sieur du Breuil), François Lecerf (sieur du Homme), Jean Lemarchand (sieur de Rochemer), Robert Bazin (sieur de Boudemare)
- 1665-1671: De missy, Graindorge, Prunier, Aubrée, Lefébure, Lemarchand
- 1671 : De Missy, D'Anisy (sieur de Villons), Lefébure, Formage (sieur de Sainte-Honorine), Daumesnil, Gost
- 1674 : Gosselin, Du Thon, Formage, Gost, Rouxelin, Daumesnil
- 1676 : François de Cauvigny, Nicolas Allain (sieur de Barbières), Jacques Anselin (sieur de la Hogue), Nicolas Leroy (sieur de Baugy), Gabriel (sieur de la Motte), Jean Daumesnil

- ? - 1684 : Marc Restout
- 1683 -  1686 : Jean Regnault de Segrais[12]
- 1698 : M. du Moustier, seigneur de Canchy[13]
- 1701 : Gosselin, De Chaumontel, Dionis, Danois, De Baillehache, De Baize de Breteville
- 1704 : Daumesnil, Lebahy, De Chaumontel, Gosselin, Danois, Couture
- 1705 : du Moustier, seigneur de Canchy[14]
- 1707 : D'Anfernet, Le Bas de Baron, de Vauxmorel, Prévost, Couture, Rayé
- 1710 : Legrand de Gallemanches, Le Bas de Baron, Du Boulay, Rayé, Prévost, Couture
- 1713 : Le Courtois, Le Grand de Gallemanches, De Saint-Martin, Tardif
- 1715 : Hubert, Saint-André, Lefébure, Tardif, Legrand
- 1718 : De Verdun de Bernières, De Touchet de Courcelles, Duperré, Goguet de Branville, Lefébure, De Baize de Breteville
- 1721 : Goguet de Branville, Desplanches, Le Gardeur, Duperré, Blascher, Lecoq Desquais[15]
- 1724 : De Cauvigny, De Foulognes, Lecoq Desquais, Saillenfest de Cachy, Blascher, Fouet[16].
- 1727 : De Foulognes, De Cachy, Du Buisson, De Safray, De Voisvenel, Dufresne[16].
- 1730 : De la Houssaye, De Cachy (le fils), Du Buisson, Vicaire, De Saffray, De Fresnel.
- 1733 : De Fresnel, De Bernières Gavrus, De Cachy, Le Marchand de Vaubisson, Hervieu, Crestey.
- 1736 : Thomas Bourdon de Préfossé, de Cairon de Merville, Riboult, Halley
- 1739 : François Gabriel Aimé du Moustier, seigneur de Canchy [17]
- 1782 : Jacques-Alexandre le Forestier, comte de Vendeuvre (maire)[18], Comte de Faudoas, D'Argouges, De Chappedelaine, Bacon de Saint-Mavieu, Collombel
- 1785 : De Faudoas, D'Argences, De Chappedelaine, De Saint-Manvieu, Duperré, Saint-Vicent
- 1789 : De Cagny (maire), De Cairon, De Dampierre, Saffrey, Longuet, La rue, Deshommais

## Depuis la Révolution

### Période révolutionnaire
| Nom | Nom                                             | Nom | Dates du mandat                   | Dates du mandat | Parti | Notes                                   |
| --- | ----------------------------------------------- | --- | --------------------------------- | --------------- | ----- | --------------------------------------- |
|     | Jacques-Alexandre Le Forestier de Vendeuvre     |     | 29 juillet 1789                   |                 |       |                                         |
|     | Samuel Chatry Lafosse l’aîné                    |     | 17 août 1789                      |                 |       |                                         |
|     | Jean-Baptiste Le Goupil Duclos                  |     | 12 octobre 1789                   |                 |       |                                         |
|     | Jean-André Signard D’Ouffières                  |     | 28 octobre 1789                   |                 |       |                                         |
|     | Jean Anne Jacques Gohier de Jumilly             |     | 4 novembre 1789                   |                 |       |                                         |
|     | Jacques-Alexandre Le Forestier de Vendeuvre     |     | 2 février 1790                    |                 |       |                                         |
|     | Pierre-Louis Bonnet de Mautry                   |     | 21 février 1791                   |                 |       |                                         |
|     | Jean François Joseph Auvray de Coursanne l’aîné |     | 15 novembre 1791                  |                 |       |                                         |
|     | Jean-Baptiste Le Goupil Duclos                  |     | 5 décembre 1792                   |                 |       |                                         |
|     | Saint Martin fils                               |     | 18 août 1793                      |                 |       |                                         |
|     | Jacques Thomas Étienne Sosson                   |     | 9 octobre 1793                    |                 |       |                                         |
|     | Laurent Fanet                                   |     | 25 frimaire an II                 |                 |       |                                         |
|     | Servant                                         |     | 24 nivôse an II                   |                 |       |                                         |
|     | Jean-Adrien Lasseret                            |     | 3 pluviôse an II                  |                 |       |                                         |
|     | François Gast                                   |     | 24 ventôse an II                  |                 |       |                                         |
|     | Joachim Langlois                                |     | 11 prairial an II                 |                 |       |                                         |
|     | Jean-Louis Daigremont père                      |     | 27 fructidor an II                |                 |       |                                         |
|     | Jean-Baptiste Le Goupil Duclos                  |     | 11 floréal an III                 |                 |       |                                         |
|     | Jean-Louis Daigremont                           |     | 23 ventôse an III                 |                 |       |                                         |
|     | Gautier Desvaux                                 |     | 16 juin 1796                      |                 |       |                                         |
|     | Michel Louis Lamy                               |     | 13 messidor an IV                 |                 |       |                                         |
|     | Louis-François-Pierre Louvel de Janville        |     | 9 germinal an V                   |                 |       |                                         |
|     | Godefroy                                        |     | 4 floréal an VI                   |                 |       |                                         |
|     | Philippe-François Diguet                        |     | 27 avril 1798                     | 8 juin 1800     |       |                                         |
|     | Gabriel Moisson de Vaux                         |     | 6 floréal an VIII (26 avril 1800) |                 |       | Décline l'offre en faveur de Degraimont |
|     | Jean-Baptiste Daigremont Saint-Manvieux         |     | 9 juin 1800                       | 27 février 1806 |       |                                         |

### Premier Empire, Première restauration, 100 jours et monarchie de Juillet
| Nom                  | Nom                                       | Nom | Dates du mandat | Dates du mandat | Parti | Notes |  |
| -------------------- | ----------------------------------------- | --- | --------------- | --------------- | ----- | ----- |  |
|                      | Jacques-Guy Lentaigne de Logivière        |     | 28 février 1806 | 30 janvier 1816 |       |       |  |
| Seconde Restauration |                                           |     |                 |                 |       |       |  |
|                      | Augustin Le Forestier, comte de Vendeuvre |     | 31 janvier 1816 | 1er juin 1824   |       |       |  |
|                      | Louis Le Forestier, comte d'Osseville     |     | 2 juin 1824     | 17 août 1830    |       |       |  |
| Monarchie de Juillet |                                           |     |                 |                 |       |       |  |
|                      | Pierre Lefebvre-Dufresne                  |     | 18 août 1830    | 5 janvier 1834  |       |       |  |
|                      | Auguste Donnet                            |     | 6 janvier 1834  | 28 février 1848 |       |       |  |

### Deuxième République et Second Empire
| Nom | Nom                       | Nom                       | Dates du mandat | Dates du mandat  | Parti | Notes |
| --- | ------------------------- | ------------------------- | --------------- | ---------------- | ----- | ----- |
|     | François Durand           |                           | 29 février 1848 | 17 août 1848     |       |       |
|     | François-Gabriel Bertrand | François-Gabriel Bertrand | 19 août 1848    | 3 septembre 1870 |       |       |

### Troisième République
| Nom | Nom                     | Nom               | Dates du mandat  | Dates du mandat   | Parti                                       | Notes |
| --- | ----------------------- | ----------------- | ---------------- | ----------------- | ------------------------------------------- | --- |
| | François Roulland       | François Roulland | 4 septembre 1870 | 24 avril 1875     |                                             | Décès en cours de mandat                                                                                                |
| | Charles-Alfred Bertauld |                   | 23 juin 1875     | 2 mars 1879       |                                             | |
| | Paul Toutain            |                   | 3 mars 1879      | 25 avril 1882     |                                             | |
| | Albert Mériel           |                   | 29 avril 1882    | 14 mai 1892       |                                             | Premier maire élu au suffrage universel masculin                                                                        |
| | Georges Lebret          |                   | 15 mai 1892      | 16 mai 1896       |                                             | |
| | Paul Toutain            |                   | 17 mai 1896      | 19 novembre 1898  |                                             | |
| | René Perrotte           |                   | 20 novembre 1898 | 14 mai 1904       | Républicain de gauche                       | Battu aux élections cantonales de 1904, il démissionne de son poste de maire, comme le reste du conseil municipal       |
| | Pierre Dumalle          |                   | 15 mai 1904      | 18 décembre 1904  | Droite nationaliste                         | Décès en cours de mandat (embolie cardiaque)                                                                            |
| | Adrien Le Page          |                   | 16 janvier 1905  | 18 mai 1906       | Droite nationaliste                         | Démissionne après avoir été battu par Henry Chéron aux élections législatives de 1906, mais le conseil municipal reste. |
| | Jules Séjourné          |                   | 19 mai 1906      | 11 mai 1908       | Droite nationaliste                         | |
| | René Perrotte           |                   | 12 mai 1908      | 6 décembre 1919   |                                             | |
| | Armand Marie            |                   | 7 décembre 1919  | 14 mai 1925       |                                             | |
| | André Detolle           |                   | 15 mai 1925      | 14 septembre 1944 | Union des Républicains (Gauche et Libéraux) | Il est maintenu à son poste par le préfet Graux par décision de l'amiral Darlan du 4 mars 1941                          |
| Dissolution de l'équipe municipale par le GPRF, remplacée par la Délégation spéciale menée par Yves Guillou. |                         |                   |                  |                   |                                             | |

### Quatrième et Cinquième Républiques
| Période       | Période                       | Identité            | Étiquette      | Qualité |
| ------------- | ----------------------------- | ------------------- | -------------- | --- |
| mai 1945      | mars 1959                     | Yves Guillou        | RPF-CNI        | Ingénieur BTP Conseiller général de Caen-1 (1953 → 1961) |
| mars 1959     | juin 1970                     | Jean-Marie Louvel   | MRP puis CD    | Dirigeant d'entreprise Ministre (1950 → 1954) Sénateur du Calvados (1959 → 1970) Député du Calvados (1945 → 1958) Conseiller général de Caen-1 (1961 → 1970) Mort en fonction |
| juillet 1970, | mars 2001                     | Jean-Marie Girault  | RI puis UDF-PR | Avocat Sénateur du Calvados (1971 → 1998) Conseiller général de Caen-1 (1970 → 1989) Président de Caen la Mer (1990 → 2001) |
| mars 2001     | mars 2008                     | Brigitte Le Brethon | RPR puis UMP   | Professeur agrégée d'économie et gestion Députée du Calvados (1re circ.) (2002 → 2007) Conseillère générale de Caen-4 (1985 → 1998) Conseillère régionale (1998 → 2002) |
| mars 2008,    | avril 2014                    | Philippe Duron      | PS             | Professeur d'Histoire-Géographie en lycée Député du Calvados (1re circ.) (2007 →) Conseiller régional (2004 → 2008) Président du conseil régional (2004 → 2008) Président de Caen la Mer (2008 → 2014)                                                                                      |
| avril 2014    | juillet 2024                  | Joël Bruneau        | UMP → LR       | Consultant en financement et gestion des collectivités locales Conseiller régional (2010 → 2014) Président de la CA Caen la Mer (2014 → 2017) Président de la CU Caen la Mer (2017 → 2024) Député du Calvados (1re circ.) (2024 → ) Démissionnaire à la suite de son élection comme député. |
| juillet 2024, | En cours (au 16 juillet 2024) | Aristide Olivier    | DVD            | Professeur des écoles Conseiller régional de Normandie (2021 → ) |

## Résidence

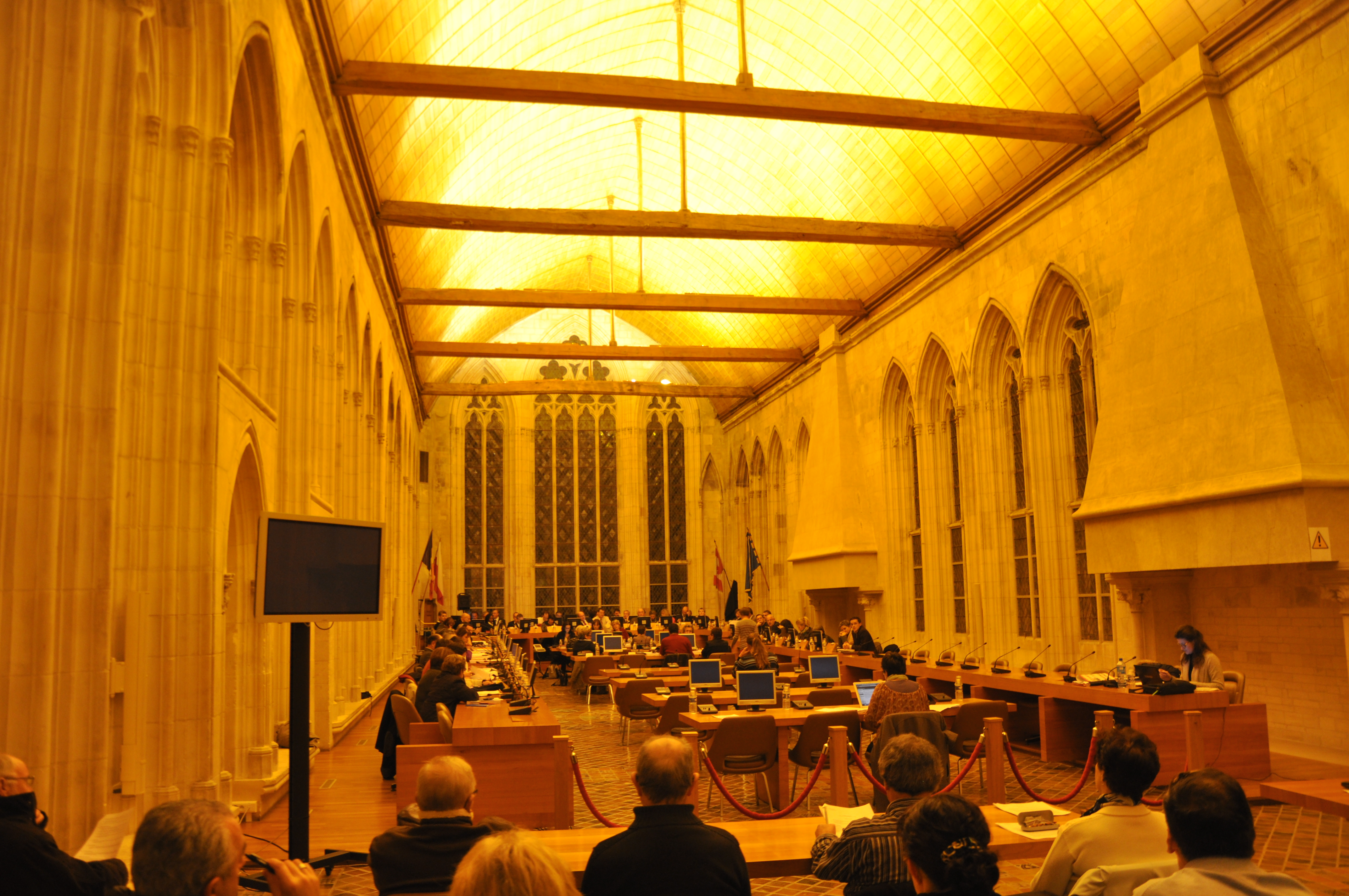
le conseil municipal en séance en 2012

Les premiers échevins se rassemblent sur le Châtelet du pont saint-Pierre. Mais parfois, les réunions se déroulent dans l'église des Jacobins ou à l'hôtel-Dieu. Le premier hôtel de ville est détruit lors du siège de 1346. Un second hôtel de ville est reconstruit au même endroit entre 1346 et 1367. Il comporte quatre tours dont l'une formait le beffroi abritant la grosse horloge de la ville.
À partir de 1733, une partie de l'administration municipale s'installe dans l'hôtel d'Escoville situé à proximité sur la place Saint-Pierre. Malgré les plaintes des autorités municipales, le châtelet est détruit en 1755 car il est devenu trop fragile et gêne la circulation. Les échevins s’établissent définitivement dans l’hôtel d'Escoville. En 1792, l'administration municipale, après la constitution civile du clergé, prend possession du séminaire des Eudistes situé sur la Place de la République. Le 7 juin 1944, le bâtiment est en grande partie détruit et le dernier bombardement aérien des Alliés, le 7 juillet, détruit ce qui était encore resté debout.
Les ruines de la bibliothèque du palais des facultés, également détruit, sont sécurisées afin de servir de locaux provisoires pour l'administration municipale. Le lycée Malherbe, alors installé dans l'ancienne abbaye aux Hommes, accueille aussi certains services municipaux. Début août 1944, l'essentiel des services municipaux sont installés dans les locaux du lycée de jeunes filles de la rue Pasteur. Un projet de reconstruction de l’hôtel de ville sur la place de la république est présenté par Marc Brillaud de Laujardière en 1950 ; plusieurs fois modifié, il est rejeté par le conseil municipal et, en 1954, il est définitivement abandonné, la municipalité décidant de s'installer dans l'ancienne abbaye aux Hommes qu'elle convoitait depuis la Libération. Les locaux, occupés jusqu'alors par le lycée Malherbe, sont restaurés et livrés le 15 septembre 1961. Le 16 janvier 1965, la première réunion du conseil municipal se déroule dans la salle capitulaire ; depuis 1976, elles se tiennent dans la salle des Gardes.

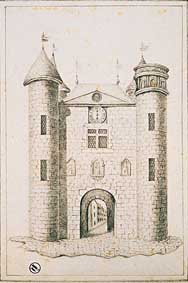
Le Châtelet
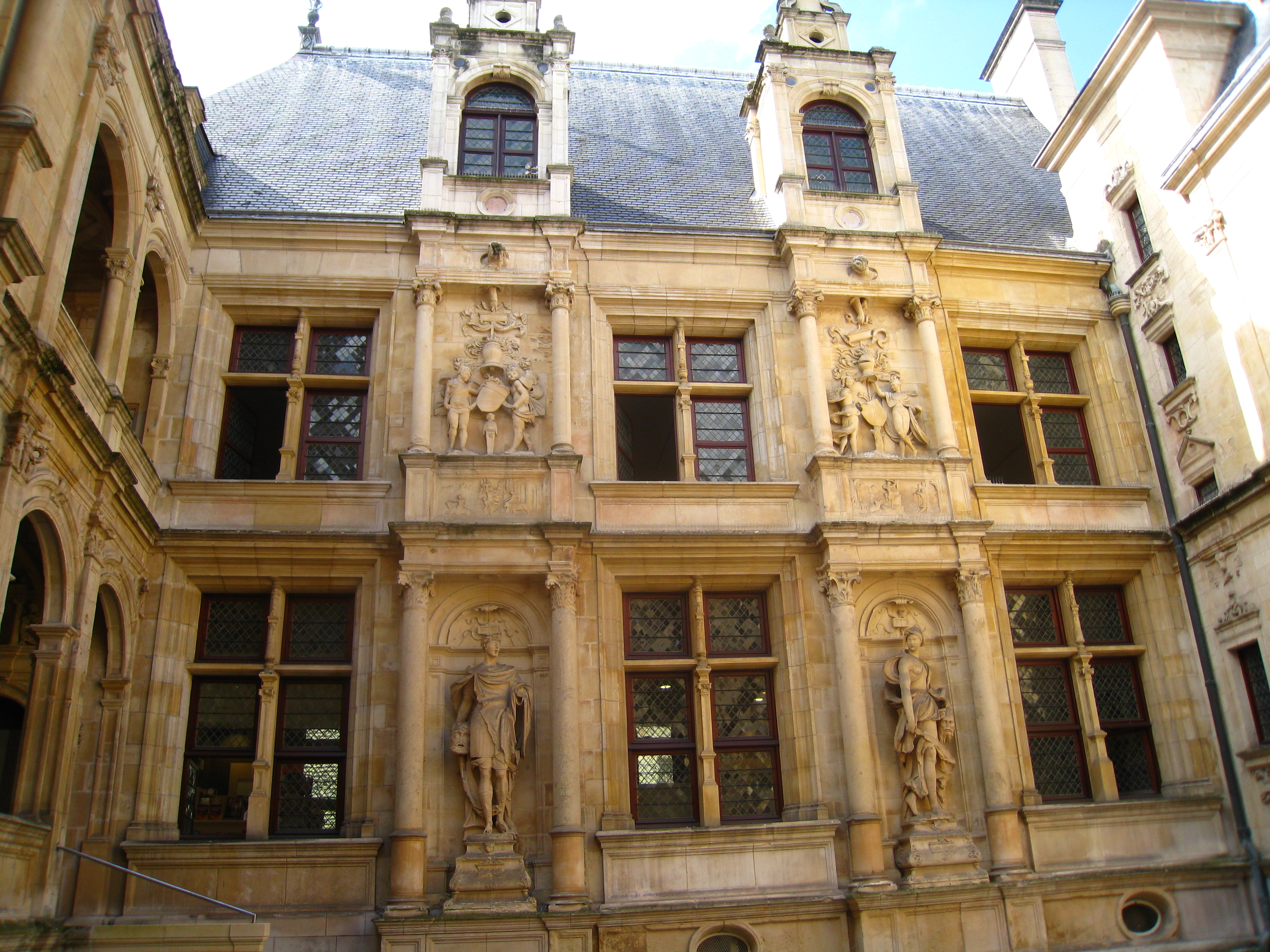
Hôtel d'Escoville
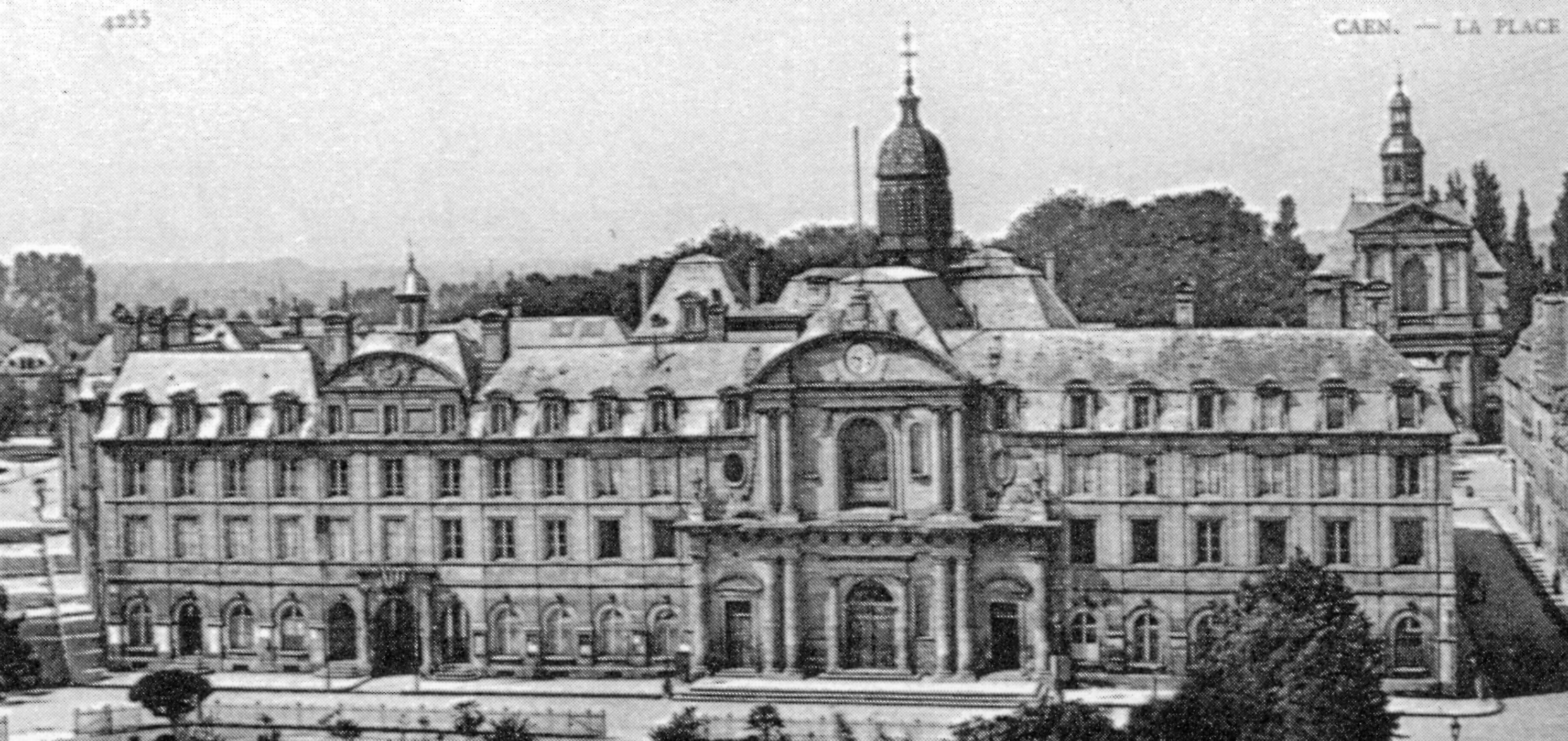
Séminaire des Eudistes
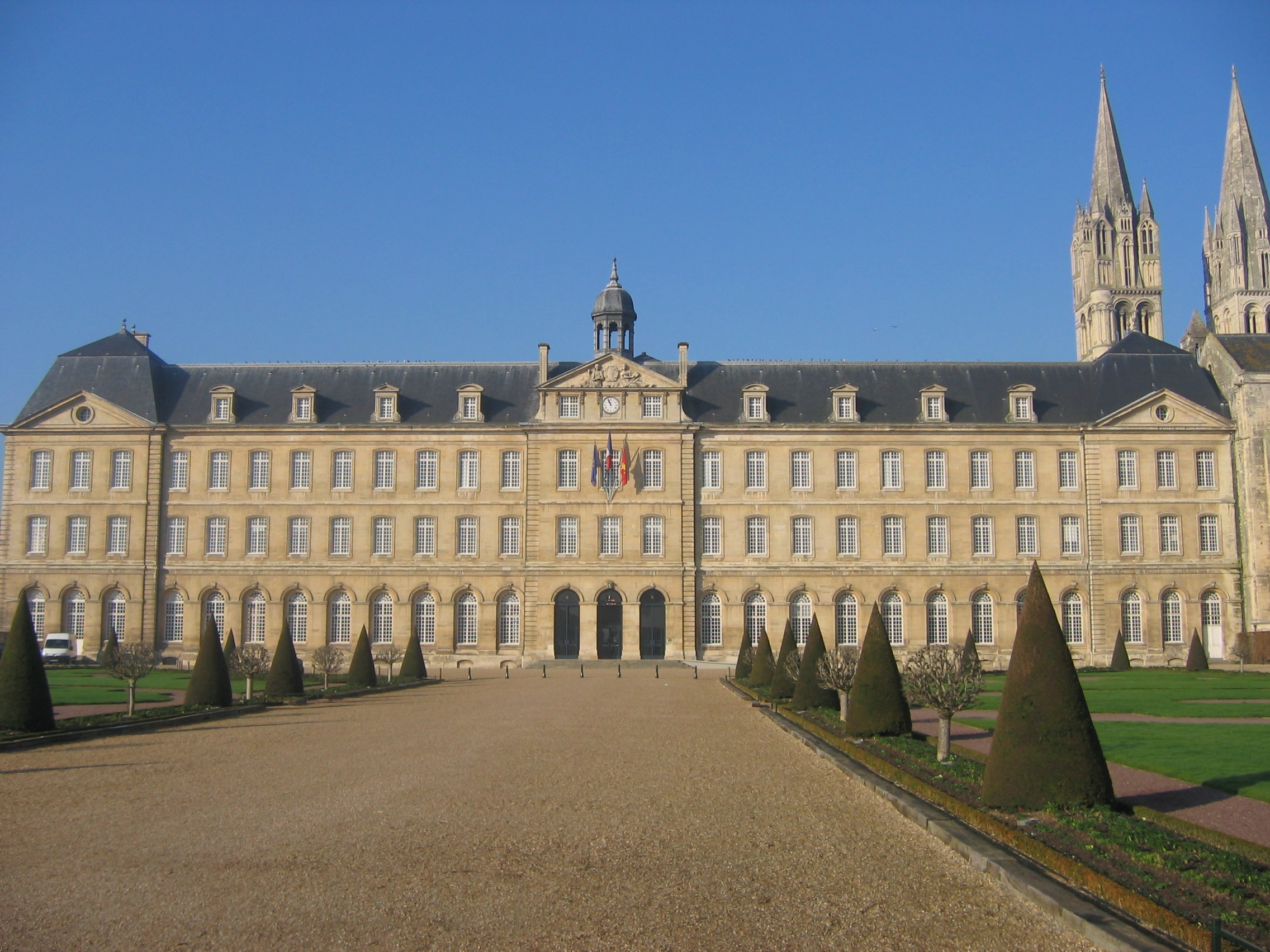
L'ancienne abbaye aux Hommes, actuel hôtel de Ville